# Pit (motorsport)
Een pit is een werkplaats die tijdens trainingen en wedstrijden met auto's en motorfietsen wordt gebruikt. 
Bij bestaande circuits zijn een aantal van deze werkplaatsen (de "pit boxen") naast elkaar in de pitstraat geplaatst. Zij zijn op die wijze snel bereikbaar tijdens de wedstrijd voor het verwisselen van wielen, tanken e.d. Dit snelle onderhoud gebeurt door monteurs, die samen de pit crew vormen. Dit gebeurt tijdens een pitstop.
Bij belangrijke wedstrijden, zoals Formule 1 autoraces en wegraces met motorfietsen, wordt de pit geheel ingericht in de kleuren van de sponsoren.
Bij motorraces wordt de pit tijdens de wedstrijd nauwelijks gebruikt; er wordt niet getankt en er worden geen wielen verwisseld, behalve bij lange-afstandraces (endurance). Dan zijn er zelfs slaapplaatsen in de pit aangebracht, omdat de coureurs elkaar regelmatig aflossen. 
Bij autorace zijn pitstops soms zelfs verplicht. In de Formule 1 werd tot en met het seizoen 2009 getankt tijdens de wedstrijd, omdat geen enkele brandstoftank groot genoeg was om de volledige race uit te rijden. Tijdens het F1 seizoen 2010 werd bijtanken echter verboden, en werden de tanks groot genoeg om een gehele race uit te rijden. Afhankelijk van de (regelmatig veranderende) reglementen mogen banden wel of niet gewisseld worden.
Vanuit de pitstraat worden ook de pitsignalen aan de coureurs gegeven, met behulp van een pitbord. Dit bord bevat korte, snel herkenbare informatie over rondetijden, voorsprong of achterstand e.d.
Bij motorcross en op geïmproviseerde circuits zijn de pits meestal in het rennerskwartier te vinden, omdat hier tijdens de wedstrijd niet gesleuteld wordt.